# Audry Pérez
Audry Joel Pérez (né le 23 décembre 1988 à Sabana Grande de Palenque (en), San Cristóbal, République dominicaine) est un receveur de baseball de la Ligue majeure.

## Carrière
Audry Pérez signe son premier contrat professionnel en 2008 avec les Cardinals de Saint-Louis. Il fait ses débuts dans le baseball majeur avec ce club le 15 septembre 2013. Il joue 3 matchs au total en 2013 et 2014 pour Saint-Louis et n'obtient que deux passages au bâton : un but-sur-balles et un retrait sur trois prises. 
En novembre 2014, il rejoint les Rockies du Colorado. Ceux-ci l'échangent aux Orioles de Baltimore le 31 mars 2015, quelques jours avant le début d'une nouvelle saison.
Le 25 septembre 2019, l'Organisation sportive panaméricaine annonce qu'il a été contrôlé positif à l'oxandrolone en marge des Jeux panaméricains de 2019.